# Sicyocaulis
Sicyocaulis là một chi thực vật có hoa trong họ Cucurbitaceae.

## Loài
Chi Sicyocaulis gồm các loài: